# Chasing Mavericks
Chasing Mavericks és una pel·lícula del 2012 de drama biogràfic sobre la vida del surfista estatunidenc Jay Moriarity. Està dirigida per Curtis Hanson i Michael Apted i protagonitzada per Jonny Weston i Gerard Butler.

## Sinopsi
La història narra la vida de Jay Moriarity (nascut a Geòrgia el 1978), un famós surfista de Santa Cruz, Califòrnia, qui es feu famós per ser el primer noi de 16 anys a surfejar Mavericks (onades més grans que passen dels 12 als 8 metres). L'ajuda el llegendari Frosty Hesson, qui l'entrena per sobreviure a Mavericks. La pel·lícula narra una vertadera història d'una gran amistat entre en Jay i en Frosty, i tot el que comporta el dur entrenament físic i mental, el resultat del qual pot ser mortal.